# Aedes lewelleni
Aedes lewelleni är en tvåvingeart som beskrevs av David E. Starkey och Webb 1946. Aedes lewelleni ingår i släktet Aedes och familjen stickmyggor. Inga underarter finns listade i Catalogue of Life.